# Mark Fisher (Maler)
Mark Fisher geb. als William Mark Fisher (* 1841 in Boston; † 30. April 1923 in London) war ein amerikanischer Landschaftsmaler irisch-englischer Abstammung.

## Leben
Mark Fisher begann seine künstlerische Karriere am Lowell Institute in Boston unter Georges Innes und zeichnete Genrebilder und Porträts. Im Alter von 20 Jahren ging er nach Paris, wo er bei Charles Gleyre lernte und von Jean-Baptiste Camille Corot beeinflusst wurde. Im Jahr 1872 zog er nach England, wo er sich ab 1877 der Landschaftsmalerei zuwandte. Seine Werke orientieren sich an Landschaften aus England, Südfrankreich und Nordafrika. Die breit und sicher gemalten Bilder, die von liebevollem Versenken in die Natur zeugen, sind jedoch frei von aller Effekthascherei. Eine besondere Vorliebe hatte Fisher für die Darstellung von stillen Wiesen- und Flussgründen, blühenden Gärten sowie winterlichen Motiven, die er mit Viehherden, Rindern, Schafen oder Landleuten ausstaffierte. 
Fisher war Mitglied des New English Art Club und seine Kunst hatte großen Einfluss auf jüngere Maler Englands. Seine Werke waren seit 1872 auf vielen Ausstellungen vertreten, unter anderem auf der Pariser Weltausstellung 1889, bei welcher er zudem eine Auszeichnung errang.  

## Werke (Auswahl)

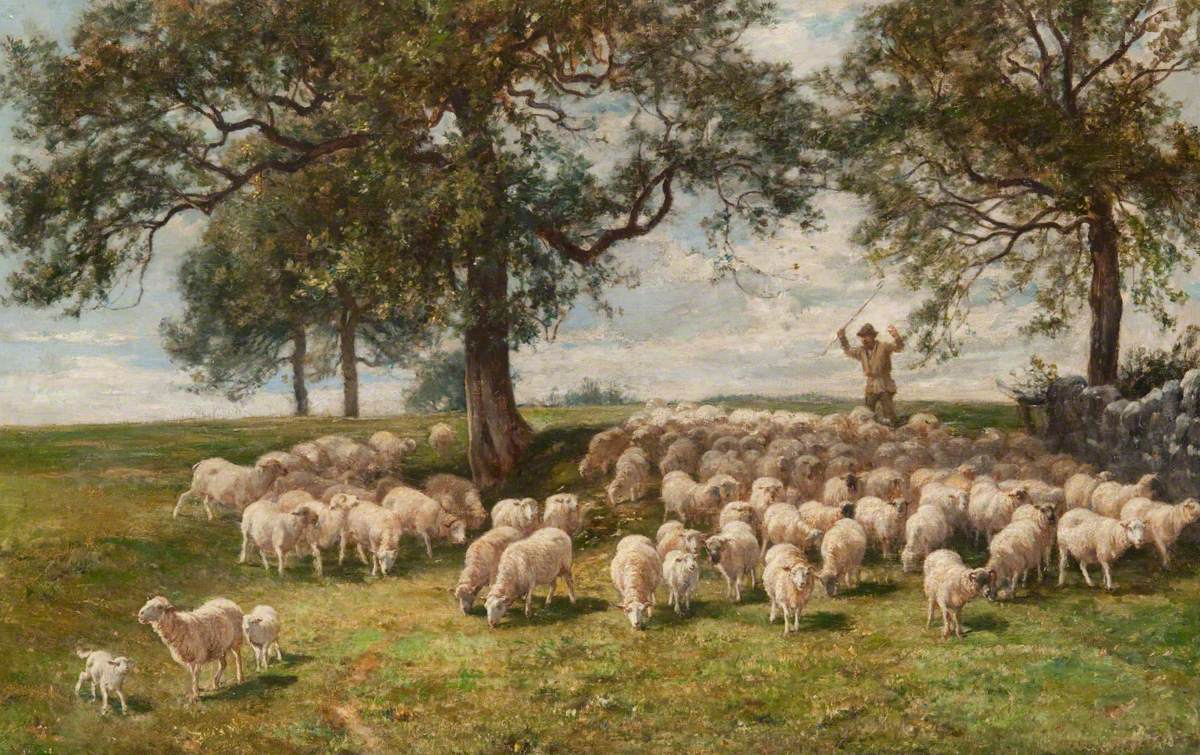
A Pastoral, zwischen 1872 und 1881, McLean Museum, Greenock
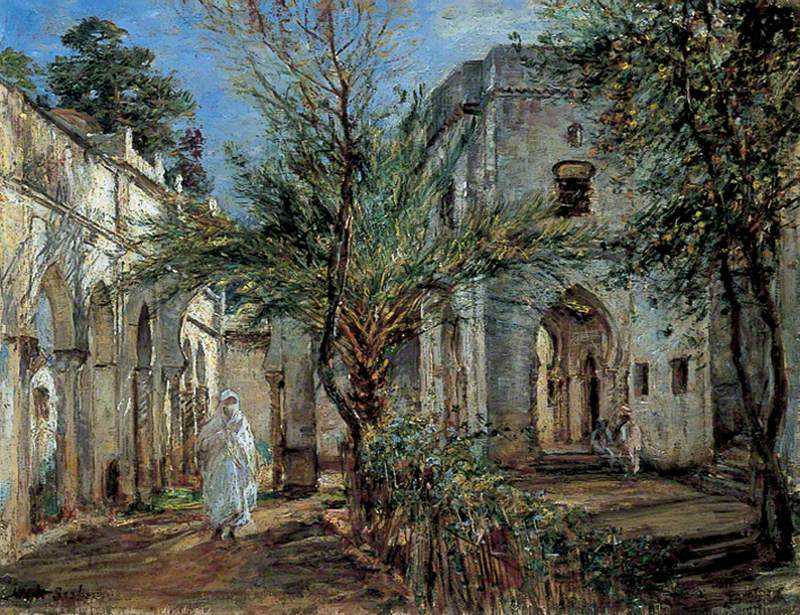
In Algiers, um 1907, Leeds Art Gallery
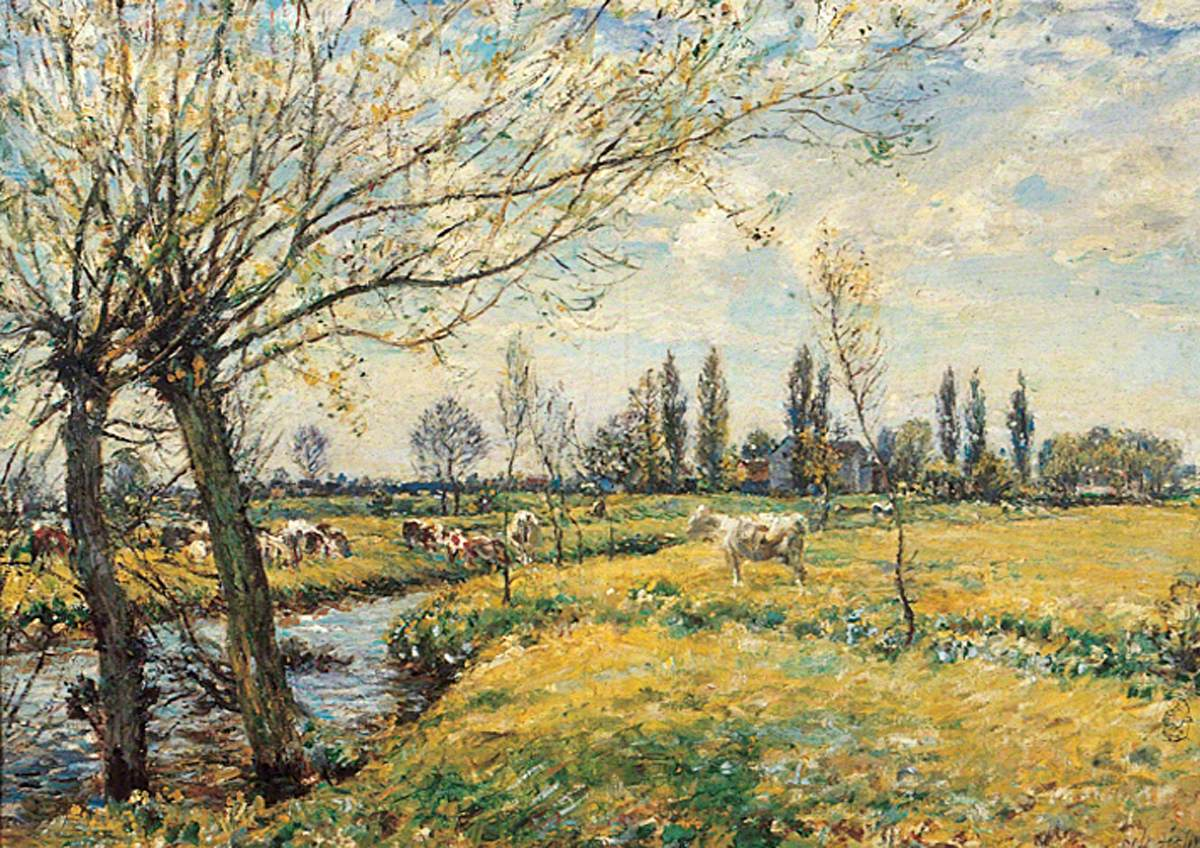
Early Spring, 1907, Leeds Art Gallery
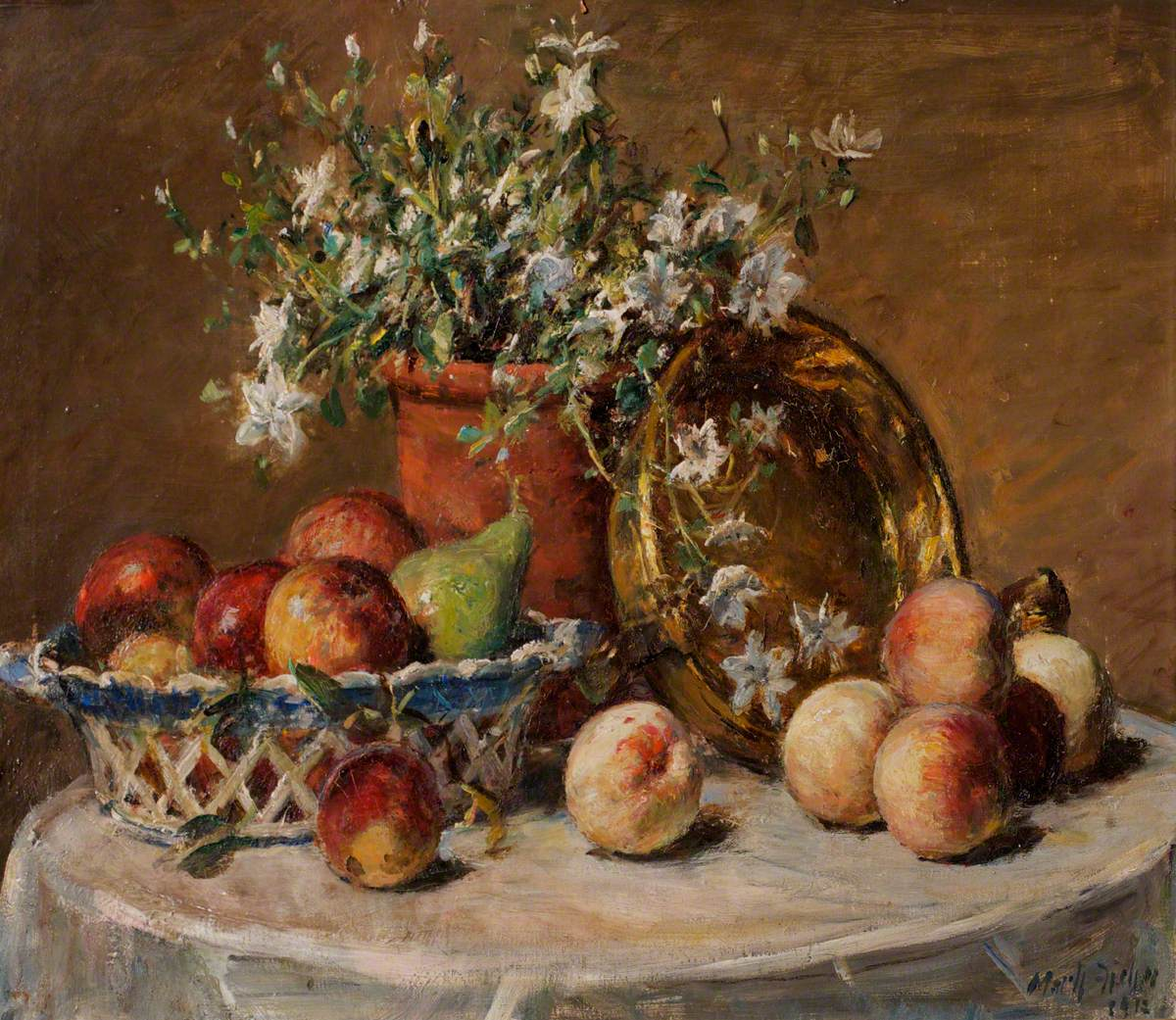
Still life, 1912, Scolton Manor Museum, Pembrokeshire
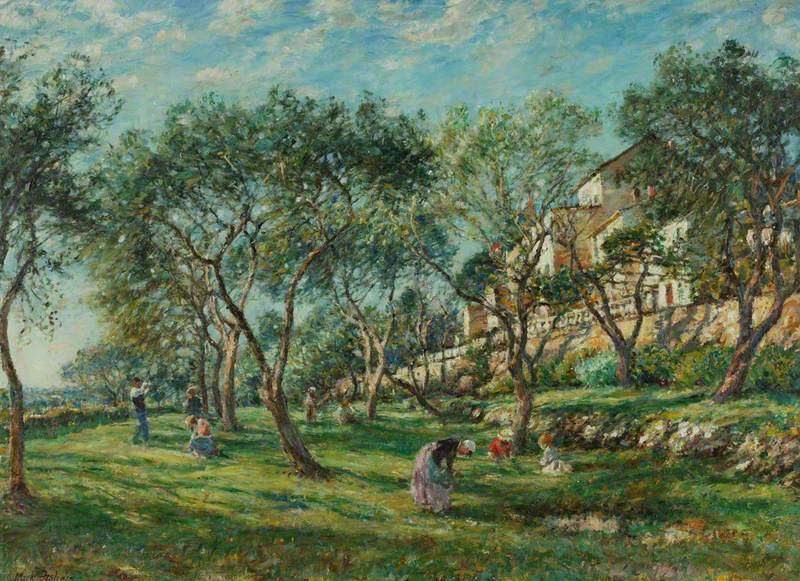
Under the Olives, Manchester Art Gallery
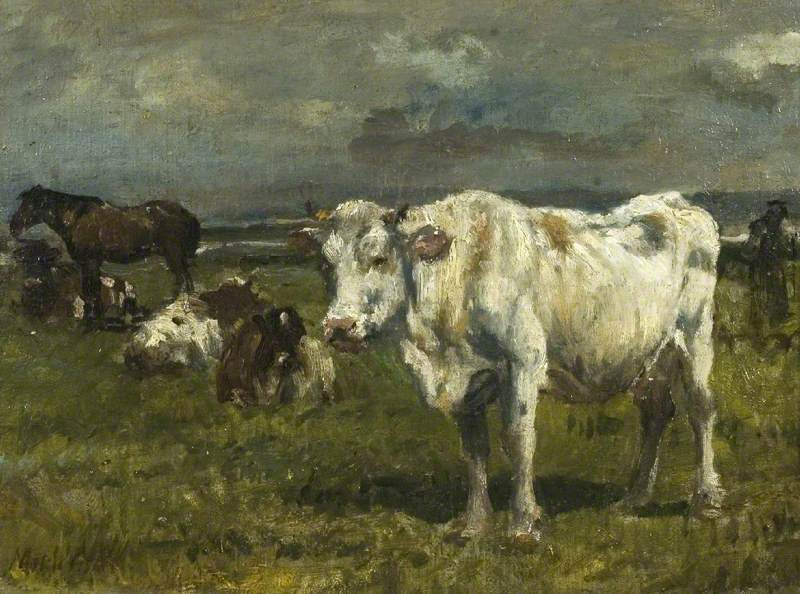
Cattle in a Landscape, Beecroft Art Gallery, Southend-on-Sea

Heutzutage befinden sich viele seiner Werke in Privatsammlungen und englischen Galerien. 